# Montalchez
Montalchez es una localidad de Suiza situada en la comuna de La Grande Beroche, en el distrito de Boudry, cantón de Neuchâtel.  
Fue una comuna independiente hasta el 31 de diciembre de 2017.